# روجر تايلور (مهندس)
روجر تايلور (بالإنجليزية: Roger Taylor)‏ هو مهندس وعازف بيانو بريطاني، ولد في 1938.